# Вардісубані (Лаґодехі)
Вардісубані (груз. ვარდისუბანი) — село в Грузії.
За даними перепису населення 2014 року в селі проживає 1036 осіб.